# Slivilești
Slivileşti é uma comuna romena localizada no distrito de Gorj, na região de Oltênia. A comuna possui uma área de 61.49 km² e sua população era de 3805 habitantes segundo o censo de 2007.